# Wim Eijk
Willem Jacobus "Wim" Eijk (Duivendrecht, 22. lipnja 1953.) nizozemski je prelat Katoličke Crkve; kardinal je od 2012. godine.
Dana 18. veljače 2012. papa Benedikt XVI. Eijka je imenovao kardinalom Proglašen je kardinalom-svećenikom crkve San Callisto.